# Eva Kaufmann
Eva Kaufmann (* 29. Oktober 1930 in Berlin; † 18. Juli 2019 ebenda) war eine deutsche Literaturwissenschaftlerin und Hochschullehrerin.

## Leben und Wirken
Nach Abschluss der mittleren Reife absolvierte Eva Kaufmann von 1947 bis 1949 zunächst eine Ausbildung zur Auslands-Handelskorrespondentin beim Lette-Verein. 1951 machte sie ihr Abitur an der Arbeiter-und-Bauern-Fakultät der Humboldt-Universität zu Berlin. Dort studierte sie anschließend bis 1955 Germanistik. Von 1955 bis 1962 arbeitete sie als Hochschulassistentin an der Deutschen Akademie der Wissenschaften zu Berlin und der Humboldt-Universität. Von 1962 bis 1963 war sie als wissenschaftliche Aspirantin an der Friedrich-Schiller-Universität Jena. 1964 bis 1968 arbeitete sie dort als Assistentin am Germanistischen Institut. 1966 promovierte sie an der Humboldt-Universität mit einer Arbeit über Arnold Zweig. Zwischen 1968 und 1974 war sie Assistentin an den Germanistischen Instituten in Jena und Berlin. 1973 erfolgte die Habilitation zur deutschen Literaturgeschichte 1917–1923. 1975 wurde sie zur Ordentlichen Professorin an der Sektion Germanistik der Humboldt-Universität berufen. Ab 1979 führte sie den neu eingerichteten Lehrstuhl für Vergleichende Literaturwissenschaft. Seit 1990 war Eva Kaufmann emeritiert.
Im Oktober 1991 war Eva Kaufmann eine der Mitgründer der Anna-Seghers-Gesellschaft, um das Leben und Werk einer der bedeutendsten deutschen Erzählerinnen zu erforschen und deren Werk lebendig zu halten.
1998 gehörte Eva Kaufmann zu den Mitgründern der Brigitte-Reimann-Gesellschaft. Sie trug mit Aufsätzen, Vorlesungen und Vorträgen dazu bei, die Literatur der schreibenden Frauen in der DDR zu bewahren.
Eva Kaufmann war zeitweilig mit dem Literaturwissenschaftler Hans Kaufmann verheiratet.

## Veröffentlichungen (Auswahl)
- Arnold Zweigs Weg zum Roman. Rütten & Loening, Berlin 1967.
- Lebensanspruch und Kraftentwicklung. Anna Seghers. Ein Portrait. In: Deutsche Literatur von Frauen. Bd. 2. Beck-Verlag, München 1988, ISBN 3-406-33021-5.
- Irmtraud Morgner, Christa Wolf und andere. Feminismus in der DDR-Literatur. In: Literatur in der DDR. Rückblicke. Sonderband Edition text + kritik. München 1991, ISBN 978-3-88377-383-4.
- Frauenbilder und männlicher Blick. In: Argonautenschiff. Jahrbuch der Anna-Seghers-Gesellschaft 5 (1996).
- zusammen mit Ursula Schröter, Renate Ullrich: „Als ganzer Mensch leben.“ Lebensansprüche ostdeutscher Frauen. Trafo-Verlag, Berlin 1997, ISBN 978-3-930412-76-1.
- Aussichtsreiche Randfiguren. Aufsätze. Mit Radierungen von Nuria Quevedo. federchen-Verlag, Neubrandenburg 2000, ISBN 3-910170-44-7.
- Hrsg.: Anna Seghers, Erzählungen 1967–1980.  Bd. II/6 der Anna-Seghers-Werkausgabe in 25 Bänden. Aufbau, Berlin 2003, ISBN 978-3-351-03467-2.